# Lassell (cràter marcià)
Lassell és un cràter d'impacte situat en el quadrangle Coprates de Mart, localitzat a les coordenades 20.9° de latitud sud i 62.5° de longitud oest. Té 92 km de diàmetre i deu el seu nom a l'astrònom aficionat britànic William Lassell. El nom va ser aprovat per la UAI el 1973.